# Moschognathus whaitsi
Moschognathus whaitsi és una espècie extinta de sinàpsid dinocèfal de la família dels tapinocefàlids, l'única del gènere Moschognathus. Era un tapinocefàlid de musell curt. Era semblant al seu parent proper més conegut, el moscop, però tenia el crani menys engruixit i el musell més llarg i som. De fet, Moschognathus fou classificat generalment com a sinònim més modern de Moschops des que Lieuwe Dirk Boonstra subsumí Moschognathus en Moschops, tot mantenint M. whaitsi com una espècie a part, encara que de validesa incerta. Tanmateix, investigadors del segle xxi han manifestat els seus dubtes sobre aquesta sinonímia i suggerit que Moschognathus és un tàxon a part després de tot: primer Christian Kammerer en una tesi doctoral publicada el 2009 i formalment el 2015 per Alessandra D. S. Boos i col·laboradors (incloent-hi Kammerer) el 2015. Des d'aleshores, Moschognathus ha tornat a aparèixer a la bibliografia científica com a nom vàlid i distint de Moschops.
L'holotip és un esquelet parcial format pels extrems del maxil·lar superior, el maxil·lar inferior, vèrtebres (incloent-hi una sèrie cervical completa), costelles, la part dreta del maluc i un fèmur. A més de l'holotip, un crani complet i maxil·lars inferiors han estat assignats provisionalment a Moschognathus. En un primer moment, l'espècimen en qüestió fou identificat com un anteosaure jove, però posteriorment fou identificat com un moscop subadult per Julien Benoit i col·laboradors. En canvi, Saniye Neumann defensà que pertanyia a Moschognathus en la seva tesi doctoral, punt de vista que fou adoptat formalment en estudis posteriors.
Un espècimen jove de M. whaitsi té indicis que fan pensar que les cries jugaven a lluitar.